# 馬里博爾電台
馬里博爾電台是斯洛文尼亞廣播電視台一條以該國東北部城市馬里博爾為總部的地區性電台頻道，其廣播範圍包括整個斯洛文尼亞東部和北部地區。這條頻道總共擁有四個訊號發射站，包括波霍列山脈（93.1 MHz）、博茨（Boč；90.4 MHz）、奧什包特（Ožbalt；87.7 MHz）以及特邦尼耶（Trbonje；93.8 MHz）。